# Miguel de Jesús Ramírez
Miguel de Jesús Ramírez (sinh ngày 16 tháng 3 năm 1994), biệt danh Mon, là một cầu thủ bóng đá người Cộng hòa Dominica thi đấu cho Moca FC ở vị trí tiền đạo.